# 35 kilos d'espoir
Pour plus de détails, voir Fiche technique et Distribution.
35 kilos d'espoir est un téléfilm français réalisé par Olivier Langlois, diffusé le 1er septembre 2010 sur France 2.

## Synopsis
Grégoire, 13 ans, n'aime pas l'école. Il s'étiole au collège. Une seule chose l'intéresse, la mécanique, ce qui navre ses parents mais pas Léon, son grand-père, qui a compris qu'il s'agit là d'une véritable passion et qui l'encourage en secret. Grégoire finit par être renvoyé du collège.

## Fiche technique
- Réalisation : Olivier Langlois
- Scénario : Olivier Langlois, Véronique Lecharpy, d'après le roman homonyme d'Anna Gavalda, Editions Groupe Bayard (Bayard Jeunesse, Montrouge octobre 2022, 110 p.,  (ISBN 9782747006606)
- Musique : Éric Neveux
- Décors : Denis Bourgier
- Photographie : Dominique De Wever
- Montage : Sylvie Laugier

## Distribution
- Gérard Rinaldi : Léon
- Adrien Hurdubae : Grégoire
- Éléonore Pourriat : Karine
- Hélène Vincent : Charlotte
- Jean-François Malet : le régisseur
- Stéphane de Groodt : Marc
- Maxime Riquier : Étienne
- Nicole Choukroun : madame Berluron